# Le Journal de la maison
Le Journal de la maison est un magazine de décoration bimestriel français créé en 1968.
Le magazine est édité à 9 numéros par an (et un numéro hors série) et chaque numéro contient en moyenne 135 pages.
En octobre 2013, Denis Olivennes, PDG de Lagardère Active alors propriétaire du titre, annonce que le groupe cherche à se séparer de certains de ses magazines afin de se concentrer sur les marques les plus rentables (Elle, Paris Match, Télé 7 Jours...). Dix autres titres, dont Le Journal de la Maison, seraient vendus ou arrêtés s'ils ne trouvaient pas d'acquéreur.
Le 2 avril 2014, un repreneur est annoncé : il s'agit du consortium 4B Media (Groupe Rossel et Reworld Media), le titre revenant à Reworld, (voir la chronologie de la cession dans Lagardère Active, section Métiers).

## Chiffres clefs

### Structure du lectorat
| 76 % de femmes |  |  | 12 % de 15-34 ans   |  |  | 62 % d’actifs       |  |  | 72 % de propriétaires       |
|                |  |  | 33 % de 35-49 ans   |  |  | 45 % d’urbains      |  |  | 68 % en maison individuelle |
|                |  |  | 55 % de 50 ans et + |  |  | 45 % de foyers CSP+ |  |  |                             |

### Répartition des ventes
- 36 % ventes kiosques
- 37 % abonnements,
- 26 % autres (par tiers ou différée)[4]